# Hans Löwbeer
Hans Löwbeer, född 26 mars 1923 i Adolf Fredriks församling, Stockholm, död 20 april 2004 i S:t Görans församling, Stockholm, var en svensk jurist och ämbetsman.

## Biografi
Hans Löwbeer avlade juris kandidatexamen i Stockholm 1947 och gjorde tingstjänstgöring 1947–1950. Han blev amanuens i ecklesiastikdepartementet 1950, andre kanslisekreterare 1952, förste kanslisekreterare 1953, budgetsekreterare 1955 och tillförordnad byråchef 1956. Han var statssekreterare 1957–1964. Löwbeer var generaldirektör och chef för Skolöverstyrelsen 1964–1969, universitetskansler 1969–1980, generaldirektör och chef för Byggnadsstyrelsen 1980–1986 samt generaldirektör och chef för Bankinspektionen 1986–1990. Han gick i pension från denna post i februari 1990, strax innan finanskrisen 1990–1994 bröt ut.
Löwbeer var ledamot och ordförande i ett flertal kommittéer med mera inom statsdepartementen, Unesco och OECD. Han var ledamot i kulturfonden Sverige–Finland 1965–1989, styrelseledamot i Trygg-Hansa 1963–1985 (ordförande 1978–1985), ordförande i Trygg-Hansas fullmäktige 1985–1986, styrelseledamot i Statens arbetsgivarverk 1965–1990 (vice ordförande 1978–1985 och ordförande 1985–1990), FN-universitetet 1974–1980 och Djurgårdsrådet 1980–1986 samt utsågs 1981 till ledamot i forskningsrådet vid Arbetarrörelsens arkiv och bibliotek. Han var styrelseordförande för Dramaten 1964–1984 och för Svenska filminstitutet 1984–1991.
Han utnämndes 1980 till filosofie hedersdoktor vid Linköpings universitet.
Hans Löwbeer är begravd på Norra begravningsplatsen utanför Stockholm. Han var son till generaldirektör Nils Löwbeer och bror till hovrättsrådet Torsten Löwbeer.